# Paratriodonta tripolitana
Paratriodonta tripolitana är en skalbaggsart som beskrevs av Brenske 1889. Paratriodonta tripolitana ingår i släktet Paratriodonta och familjen Melolonthidae. Inga underarter finns listade i Catalogue of Life.